# بلفاغور
بلفاغور مجلة أدبية إيطالية أسسها لويجي روسو وكانت تنشر في فلورنسا كل شهرين بدءا من 15 يناير 1946. وحررها منذ عام 1961 كارلو فرديناندو روسو، نجل لويجي، وقبلما توقفت عن النشر عند عددها بتاريخ 30 نوفمبر 2012.